# Falkenfels
Falkenfels est une commune de Bavière (Allemagne), située dans l'arrondissement de Straubing-Bogen, dans le district de Basse-Bavière.